# Michigan 500 1998
Michigan 500 1998, känt under namnet U.S. 500 Presented by Toyota, var den tolfte deltävlingen i CART World Series 1998, och den kördes den 26 juli på Michigan International Speedway över 250 varv (500 miles, 804,5 km). Greg Moore vann tävlingen efter att ha gått från fjärde till första plats efter den sista omstarten med sex varv kvar att köra. Jimmy Vasser lyckades precis hålla undan för mästerskapsledaren Alex Zanardi i kampen om andraplatsen, då det till slut skilde 0,008 sekunder mellan de bägge. Moores segermarginal över Vasser var 0,257 sekunder. Resultatet innebar ingen större förändring för mästerskapet, då Zanardi redan hade en stor buffert gentemot Vasser och Moore.

## Slutresultat
| Plats | Förare               | Team                     | Grid | Kvaltid |
| ----- | -------------------- | ------------------------ | ---- | ------- |
| 1     | Greg Moore           | Forsythe Racing          | 14   | 31,938  |
| 2     | Jimmy Vasser         | Chip Ganassi Racing      | 2    | 31,461  |
| 3     | Alex Zanardi         | Chip Ganassi Racing      | 7    | 31,685  |
| 4     | Scott Pruett         | Patrick Racing           | 6    | 31,674  |
| 5     | Richie Hearn         | Della Penna Motorsports  | 3    | 31,576  |
| 6     | Michael Andretti     | Newman/Haas Racing       | 8    | 31,700  |
| 7     | Bobby Rahal          | Team Rahal               | 12   | 31,875  |
| 8     | Patrick Carpentier   | Forsythe Racing          | 21   | 32,178  |
| 9     | Paul Tracy           | Team KOOL Green          | 15   | 31,984  |
| 10    | Bryan Herta          | Team Rahal               | 5    | 31,663  |
| 11    | Tony Kanaan          | Tasman Motorsports       | 20   | 32,136  |
| 12    | Hélio Castroneves    | Bettenhausen Motorsports | 24   | 32,705  |
| 13    | Maurício Gugelmin    | PacWest Racing           | 17   | 32,054  |
| 14    | Arnd Meier           | Davis Racing             | 18   | 32,087  |
| 15    | Alex Barron          | All American Racing      | 28   | 32,961  |
| 16    | Gil de Ferran        | Walker Racing            | 10   | 31,832  |
| 17    | Mark Blundell        | PacWest Racing           | 19   | 32,120  |
| 18    | Michel Jourdain Jr.  | Payton/Coyne Racing      | 26   | 32,844  |
| 19    | Max Papis            | Arciero-Wells Racing     | 22   | 32,244  |
| 20    | JJ Lehto             | Hogan Racing             | 13   | 31,881  |
| 21    | Dario Franchitti     | Team KOOL Green          | 16   | 31,987  |
| 22    | Al Unser Jr.         | Marlboro Team Penske     | 4    | 31,592  |
| 23    | Adrián Fernández     | Patrick Racing           | 1    | 31,370  |
| 24    | P.J. Jones           | All American Racing      | 27   | 32,863  |
| 25    | Christian Fittipaldi | Newman/Haas Racing       | 9    | 31,724  |
| 26    | Dennis Vitolo        | Payton/Coyne Racing      | 25   | 32,732  |
| 27    | Robby Gordon         | Arciero-Wells Racing     | 23   | 32,464  |
| 28    | André Ribeiro        | Marlboro Team Penske     | 11   | 31,853  |